# جيم إيفرت كوب
جيم ايفرت كوب (بالإنجليزية: C. Everett Koop) (و. 1916 – 2013 م) هو طبيب من الولايات المتحدة الأمريكية . ولد في بروكلين .
وهو عضو في الحزب الجمهوري .
توفي في هانوفر، نيوهامبشر .

## التعليم
تعلم في دارتموث، وجامعة كورنيل، ومدرسة الطب بجامعة بنسلفانيا.

## جوائز
حصل على جوائز منها وسام الحرية الرئاسي.

## روابط خارجية
- جيم إيفرت كوب على موقع إن إن دي بي (الإنجليزية)